# 格倫奧布里 (紐約州)
格倫奧布里（英語：Glen Aubrey）是位於美國紐約州布魯姆縣的普查規定居民點。

## 人口
根據2020年美國人口普查的數據，格倫奧布里的面積為2.56平方千米，皆為陸地。當地共有人口446人，而人口密度為每平方千米174.22人。